# Corona 52

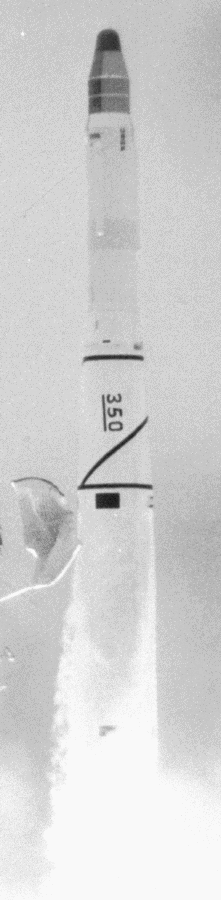
Start rakiety Thor Agena B z satelitą Corona 51 na pokładzie

Corona 52 – amerykański satelita rozpoznawczy. Był trzynastym statkiem serii Keyhole-4 ARGON tajnego programu CORONA. Jego zadaniami było wykonanie wywiadowczych zdjęć Ziemi. Zdjęcia był uszkodzone przez małe chaotyczne ruchy statku i liczne przecieki światła. Po raz pierwszy użyto kamery gwiezdnej.
Udane misje serii KH-4 wykonały łącznie 101 743 zdjęcia na prawie 72 917 metrach taśmy filmowej.

## Ładunek
- Dwa aparaty fotograficzne typu "Mural" o ogniskowej długości 61 cm i rozdzielczości przy Ziemi około 7,6 metra